# Daniel Orsanic
Daniel Orsanic (Buenos Aires, 11 de junho de 1968) é um ex-tenista profissional argentino.
É o atual capitão da Copa Davis da Argentina.